# Трейдвіндс (Техас)
Трейдвіндс (англ. Tradewinds) — переписна місцевість (CDP) в США, в окрузі Сан-Патрисіо штату Техас. Населення — 160 осіб (2020).

## Географія
Трейдвіндс розташований за координатами 27°59′42″ пн. ш. 97°15′37″ зх. д. / 27.99500° пн. ш. 97.26028° зх. д. (27.994992, -97.260176).  За даними Бюро перепису населення США в 2010 році переписна місцевість мала площу 2,81 км², уся площа — суходіл.

## Демографія
Згідно з переписом 2010 року, у переписній місцевості мешкало 180 осіб у 54 домогосподарствах у складі 46 родин. Густота населення становила 64 особи/км².  Було 62 помешкання (22/км²).
Расовий склад населення:
| - 58,9 % — білих - 0,6 % — азіатів - 39,4 % — осіб інших рас |

До двох чи більше рас належало 1,1 %. Частка іспаномовних становила 82,2 % від усіх жителів.
За віковим діапазоном населення розподілялося таким чином: 30,0 % — особи молодші 18 років, 62,2 % — особи у віці 18—64 років, 7,8 % — особи у віці 65 років та старші. Медіана віку мешканця становила 37,5 року. На 100 осіб жіночої статі у переписній місцевості припадало 119,5 чоловіків;  на 100 жінок у віці від 18 років та старших — 106,6 чоловіків також старших 18 років.
Цивільне працевлаштоване населення становило 97 осіб. Основні галузі зайнятості: освіта, охорона здоров'я та соціальна допомога — 30,9 %, мистецтво, розваги та відпочинок — 24,7 %, транспорт — 21,6 %.